# Софийский собор (Великий Новгород)
Софи́йский собо́р или Собо́р Свято́й Софи́и — главный православный храм Великого Новгорода, созданный в 1045—1050 годах, кафедральный собор Новгородской митрополии. На протяжении столетий — духовный центр Новгородской республики. Наиболее ранний из древнерусских храмов, сохранившихся на современной территории России.

## История
В 1046 году великий князь Ярослав Мудрый и княгиня Ирина (Ингигерда) направились в Новгород из Киева к сыну Владимиру на закладку им Софийского собора. Собор был заложен в Детинце на месте Владычного двора и строился примерно до 1050 года вместо сгоревшего перед этим деревянного храма «из дуба о 13 верхах» (13-купольного) 989 года, однако не на том же месте, а севернее.
Освящён собор был, по данным разных летописей, в 1050 или 1052 году епископом Лукой Жидятой. Храм имеет пять нефов и три галереи, в которых располагалось несколько дополнительных престолов. Северная галерея несколько раз перестраивалась.
Первоначально стены храма не были побелены, за исключением криволинейных в плане апсид и барабанов, покрытых слоем цемянки. Внутренние стороны стен также были обнажены, в то время как своды изначально обмазаны цемянкой и покрыты фресками. Такое оформление было выбрано под воздействием архитектуры Константинополя, в которой мраморная облицовка стен сочеталась с мозаиками на сводах; однако мрамор был заменён известняком, а мозаика — фресками. Сплошь обмазаны цемянкой стены были, вероятно, уже в 1151 году. На западном портале смонтированы бронзовые Магдебургские врата в романском стиле середины XII века с большим количеством горельефов и скульптур.
Во время штурма Новгорода войсками Якоба Делагарди протопоп собора Амос Иванович погиб в сражении со шведскими солдатами.
Не позже XVIII века для укрепления стен к южному и северному фасаду пристроили по три контрфорса. При реставрации 1893—1900 годов контрфорсы с южного фасада были разобраны и было возвращено храму посводное покрытие. Реставрацию собора осуществлял архитектор В. В. Суслов.
После революционных событий в 1922 году, в ходе кампании по изъятию церковных ценностей, часть церковного имущества была изъята. В 1929 году собор был закрыт, и в нём открылся антирелигиозный музей, где были представлены сокровища, хранившиеся в ризнице собора, как пример богатств церкви. Во время оккупации Новгорода немецко-фашистскими войсками храм был повреждён и разграблен, после войны — полностью восстановлен и стал отделом Новгородского музея-заповедника. В 1991 он был передан РПЦ и 16 августа 1991 заново освящён лично патриархом Алексием II. В 2005—2007 произведена реставрация куполов собора.

## Архитектурные особенности
Авторы отмечают непосредственное влияние абхазо-аланской архитектурной школы зодчества и вероятнейшее участие иностранных мастеров в оформлении собора, в частности это такие специалисты как Лукомский Г.К.:

Застроенные в ширину пятью-семью апсидами храмы Киева, Чернигова, Новгорода, по мысленной очистке всех позднейших апсид и наслоений...В плановом смысле вполне совпадают с памятниками абхазскими. С византийскими храмами второго периода сходство у них значительно меньше.

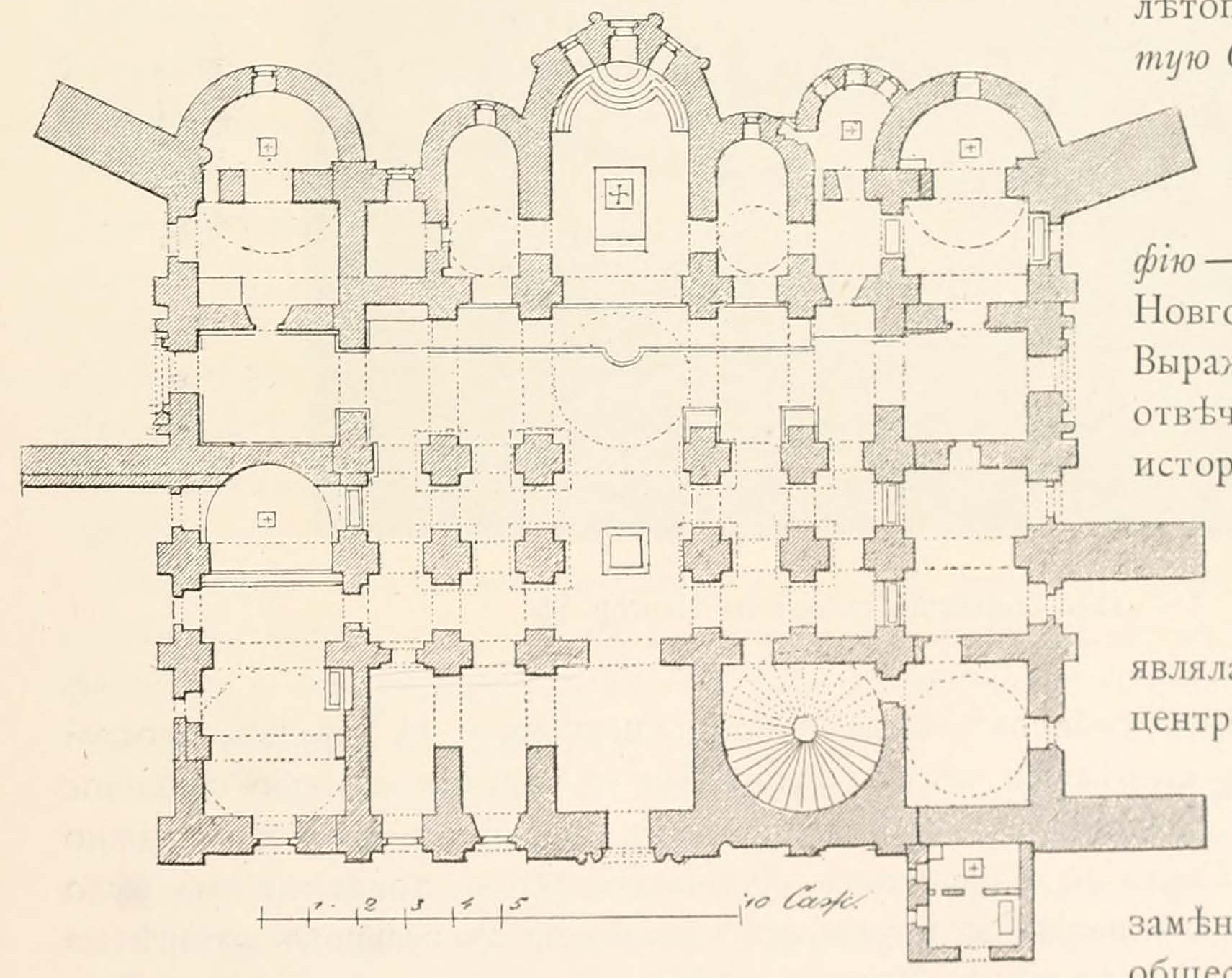
План собора на конец XIX века

Собор представляет собой пятинефный крестово-купольный храм. Храмы подобного типа строились на Руси только в XI веке, к ним, помимо новгородской Софии, относятся Софийский собор в Киеве и Софийский собор в Полоцке, а также киевская церковь Ирины и Георгия. У храма имеется три апсиды — центральная пятигранная, и боковые — округлые. С трёх сторон центральное строение окружают широкие двухэтажные галереи. Время возникновения галерей и их первоначальный вид являются предметом научных споров, но, вероятно, они возникли уже в процессе строительства храма.
Собор имеет пять глав, шестая венчает лестничную башню, расположенную в западной галерее южнее входа. Маковицы глав выполнены в форме древнерусских шлемов.
Основной объём собора (без галерей) имеет длину 27 м и ширину 24,8 м; вместе с галереями длина составляет 34,5 м, ширина 39,3 м. Высота от уровня древнего пола, находящегося на 2 метра ниже современного, до вершины креста центральной главы — 38 м. Стены храма, имеющие толщину 1,2 м, сложены из известняка разных оттенков. Камни не отделаны (подтёсана лишь выходящая на поверхность стен сторона), скреплены известковым раствором с примесями толчёного кирпича (т. н. цемянка). Арки, арочные перемычки и своды выложены из плинфы. В главной апсиде и в парусах под средним барабаном внутренние стены заполнены голосниками — керамическими сосудами округлой формы. В некоторых местах через отверстия голосники имеют выход во внутреннее пространство, благодаря чему, несмотря на значительный объём здания, эхо в нём отсутствует. Кроме того, применение в кладке пустотелых и одновременно округлых форм значительно снизило нагрузку барабана на подпружные арки.
Интерьер близок к киевскому храму, хотя пропорции вытянутых по вертикали арок и узких вертикальных компартиментов между столпами заметно отличаются. Благодаря этому, интерьер имеет иной характер. Некоторые детали претерпели упрощение: тройные аркады заменены двухпролётными (позднее их нижние ярусы заменены широкими арками).
Софийский собор был выполнен в византийском стиле, имел пирамидальную структуру и 6 куполов.

## Росписи и иконы Софийского собора
Софийский собор был окончательно расписан к 1109 году, однако от этой росписи остались лишь фрагменты фресок центрального купола с фигурами пророков и архангелов, в центре между которыми до Великой Отечественной войны располагался погибший от попадания снаряда образ Христа Пантократора. Кроме того, в Мартирьевской паперти сохранилось древнее настенное изображение равноапостольных Константина и Елены. Есть версия, что это изображение должно было стать основой для мозаики, так как выполнено сильно разбавленными красками. Основная сохранившаяся роспись храма относится к концу XIX века.
В соборе три иконостаса. Из них наиболее известны главный (иконы XV—XVI веков, праздничный ряд икон XIV века хранится в экспозиции музея) и Рождественский (XVI век, отдельные иконы — XIX век, икона «Спас на престоле» XIV века). Среди икон особо выделяются:
- Икона Божией Матери «Знамение»
- Евфимий Великий, Антоний Великий, Савва Освященный
- София, Премудрость Божия (XV век). Находится в центральном иконостасе. Отличается большим символизмом даже по сравнению с иконами того же типа. Например, Премудрость в новгородской версии имеет красный цвет, означая жертву Христа.
- Тихвинская икона Богородицы (XVI век). Находится в Рождественском иконостасе. Эта икона находилась с новгородцами во время заключения Столбовского мира. Риза на иконе изготовлена по заказу царевны Софьи.
- Деисусный чин Успенского иконостаса написан Аароном, иконописцем XV столетия.

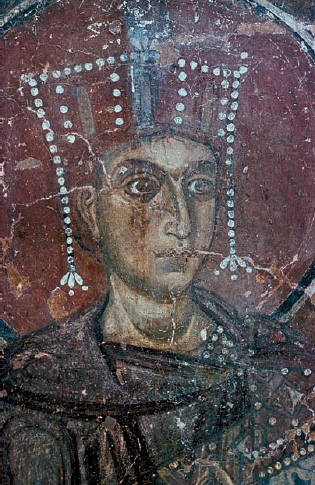
Пророк Соломон. Фреска в барабане храма
Мартириева паперть Софийского собора

## Мощи
В соборе постоянно находятся останки святых: Анны, князей Владимира, Мстислава и Фёдора, епископов Иоакима Корсунянина, Луки Жидяты, Никиты и Аркадия и архиепископов Иоанна, Григория, Мартирия, Антония, Василия Калики, Симеона и Аффония.
Церковная атрибуция останков, по мнению советского историка В. Л. Янина, не соответствует исторической действительности.
Также в соборе можно видеть надгробия архиереев XVIII—XIX вв.

## Магдебургские врата

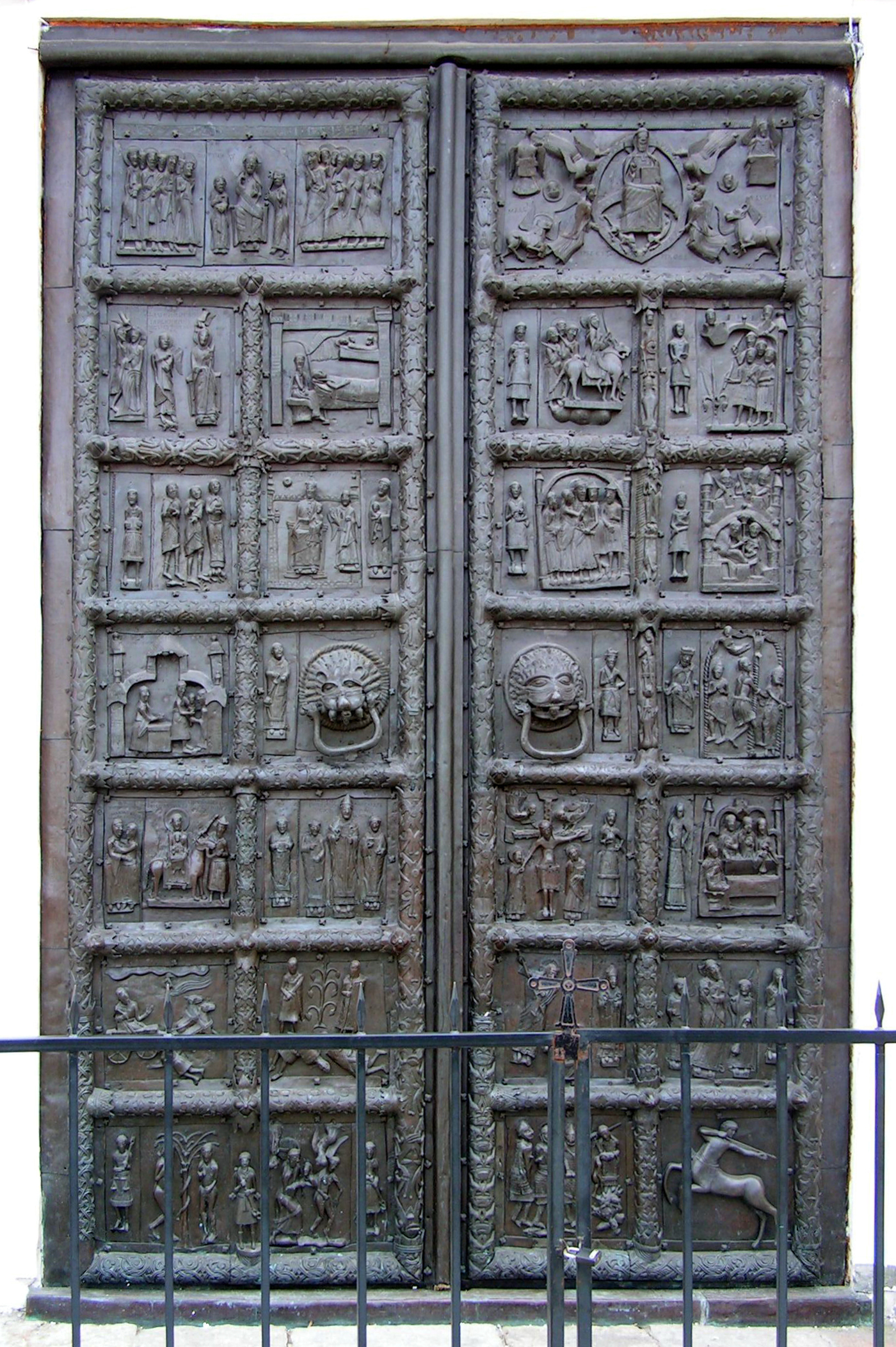
«Магдебургские врата»

Ма́гдебургские, иначе Корсунские врата — название бронзовых дверей первоначально придела Рождества Богоматери Софийского собора в Великом Новгороде; затем эти двери, отреставрированные мастером Аврамом, были перенесены в западный портал собора. В течение нескольких веков врата служили торжественным входом в собор. В настоящее время они открываются только во время праздников, когда службу возглавляет митрополит Новгородский и Старорусский.

## Крест главного купола и легенда о голубе

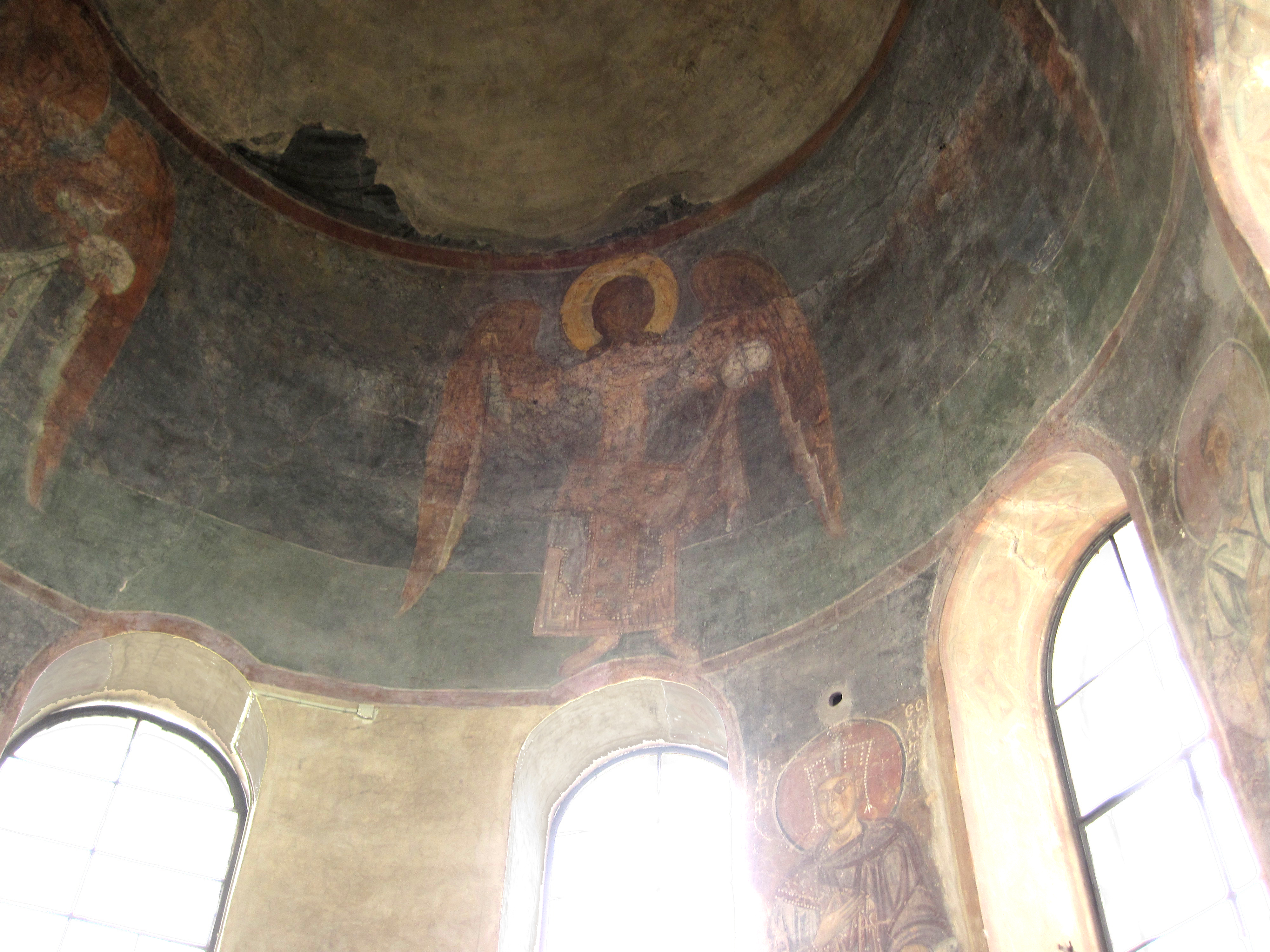
Фрагмент барабана центрального купола с утраченными фресками

На кресте центрального купола находится свинцовая фигура голубя — символа Святого Духа. По легенде, когда в 1570 году Иван Грозный учинил резню новгородцев, на крест Софии присел отдохнуть голубь. Увидав оттуда страшное побоище, голубь окаменел от ужаса. После Богородица открыла одному из монахов, что этот голубь послан в утешение городу — и пока он не слетит с креста, город будет им храним.
5 июля 1942 года, во время артобстрела советскими войсками немецкой комендатуры, которая располагалась в Кремле (по сведениям разведки, в этот день должно было съехаться высшее фронтовое командование немецких войск), погибло изображение Спаса Вседержителя (роспись 1109 года) в центральном куполе собора, повреждены фрески в барабане, местами были пробиты своды и стена.
Во время обстрела было выпущено 80 снарядов, 5 из которых легли на собор. По приказу немецкого командования, по давно уже разработанному плану, из Новгорода во Псков, Ригу и Германию были вывезено множество произведений искусства, среди которых были также ценности из Софийского собора: иконостасы, мозаичные плиты и пр.
Повисший на цепях главный крест собора по приказу коменданта города был снят. Золотая обшивка повреждённого купола пущена солдатами на сувениры, которые отправлялись на родину (табакерки, посуда и т. д.). В Новгороде в то время располагался инженерный корпус испанской «Голубой дивизии», воевавшей на стороне нацистской Германии. Крест, как трофей, ими был вывезен в Испанию. По запросу губернатора Новгородской области к посольству Испании в России в 2002 году было выяснено, что крест находится в часовне музея Военно-инженерной академии Испании в Мадриде. Настоятель кафедрального Софийского собора, архиепископ Новгородский и Старорусский Лев, получив сведения о местонахождении купольного Софийского креста, при встрече с президентом России В. В. Путиным осведомился о возможности возвращения креста в Новгород. В результате переговоров российского президента и короля Испании испанская сторона приняла решение передать крест Софийского собора России.

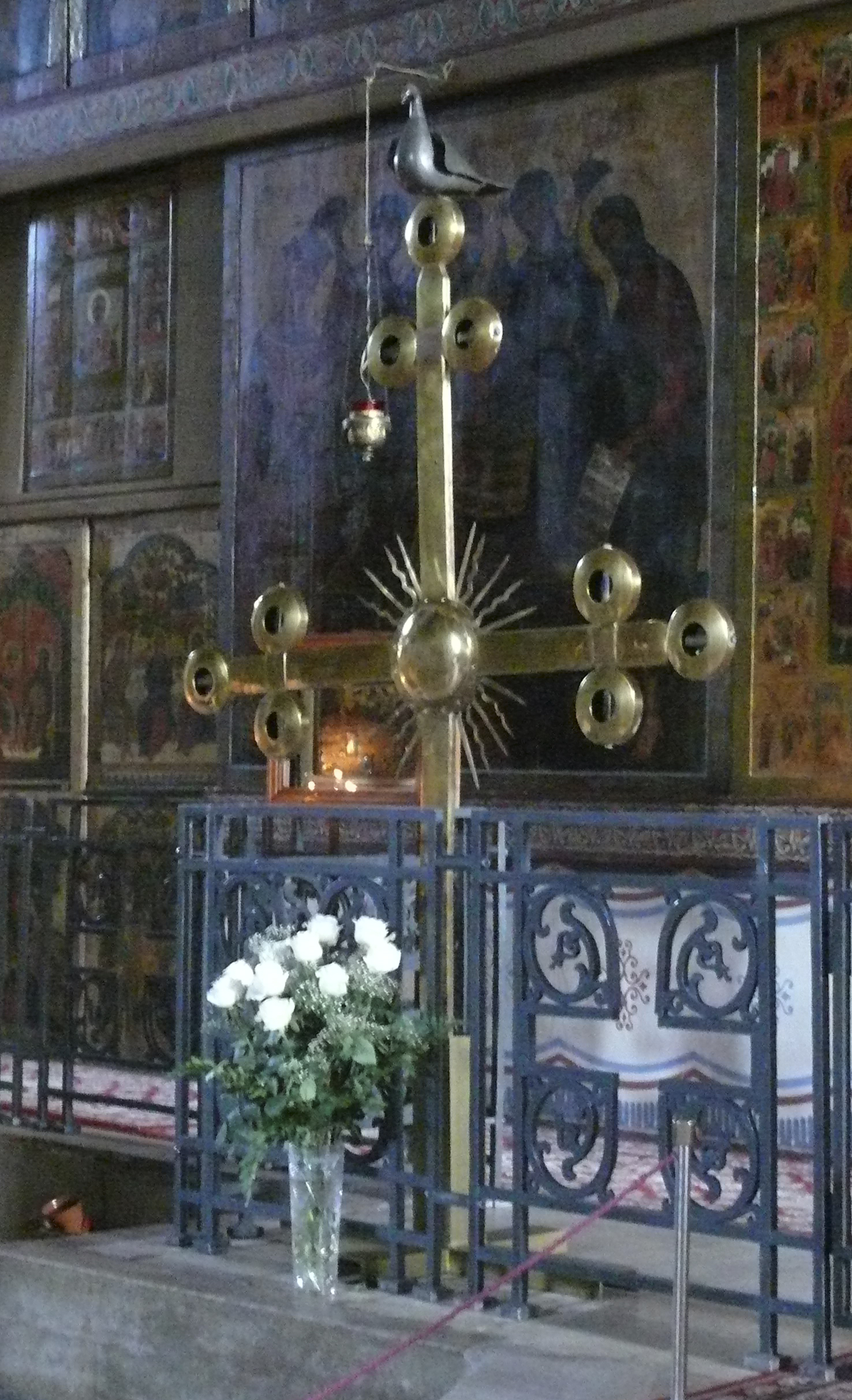
Оригинальный крест с голубем, венчавший собор до ВОВ
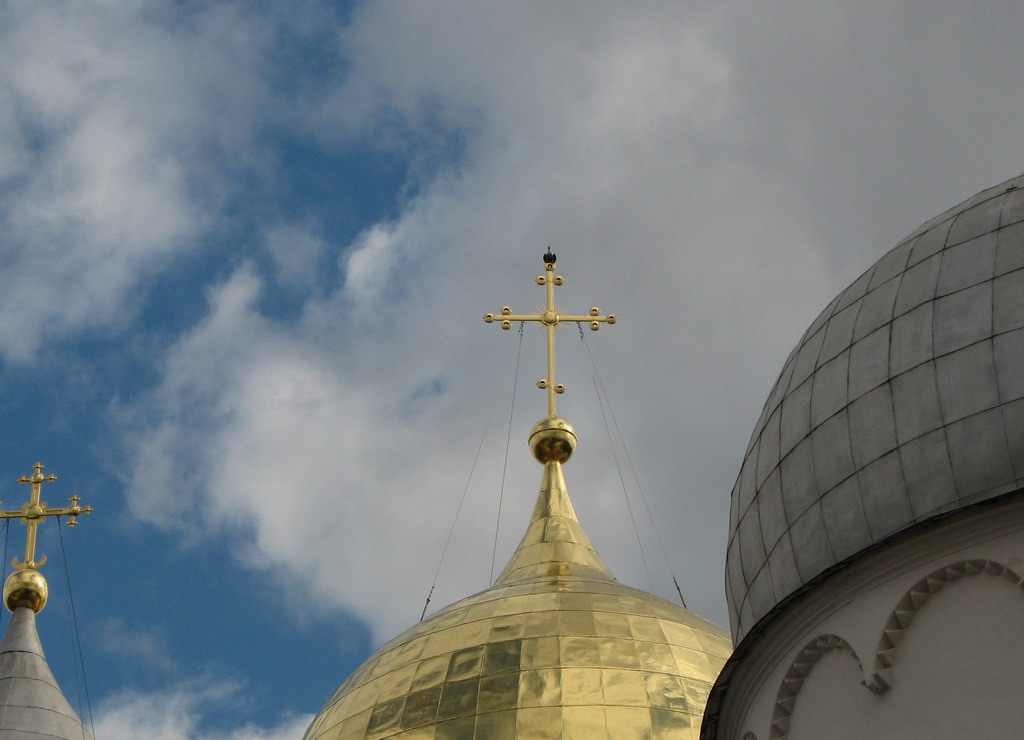
Центральный купол собора с голубем
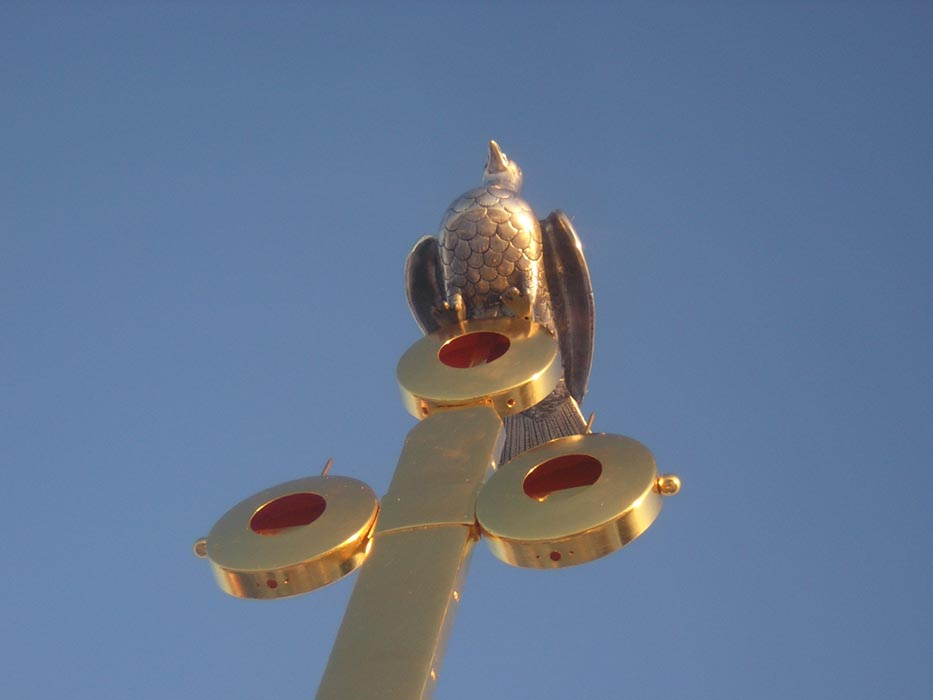
Голубь
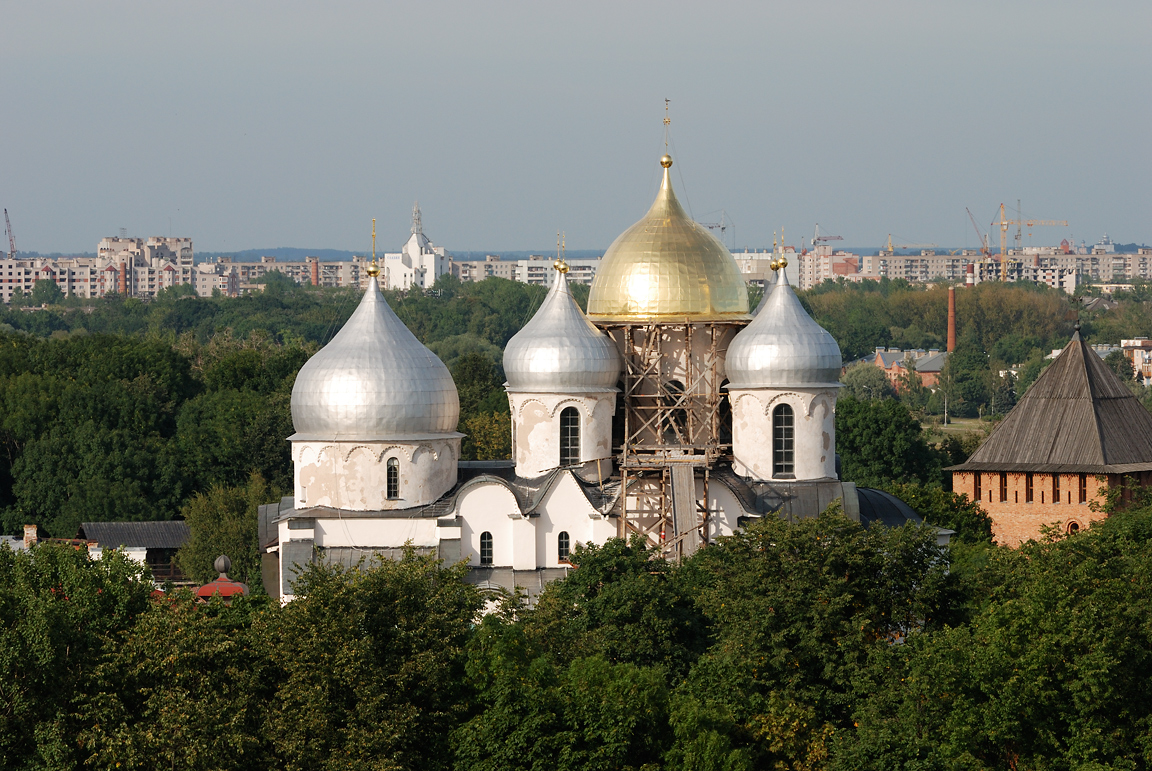
Реставрация главы, 2007
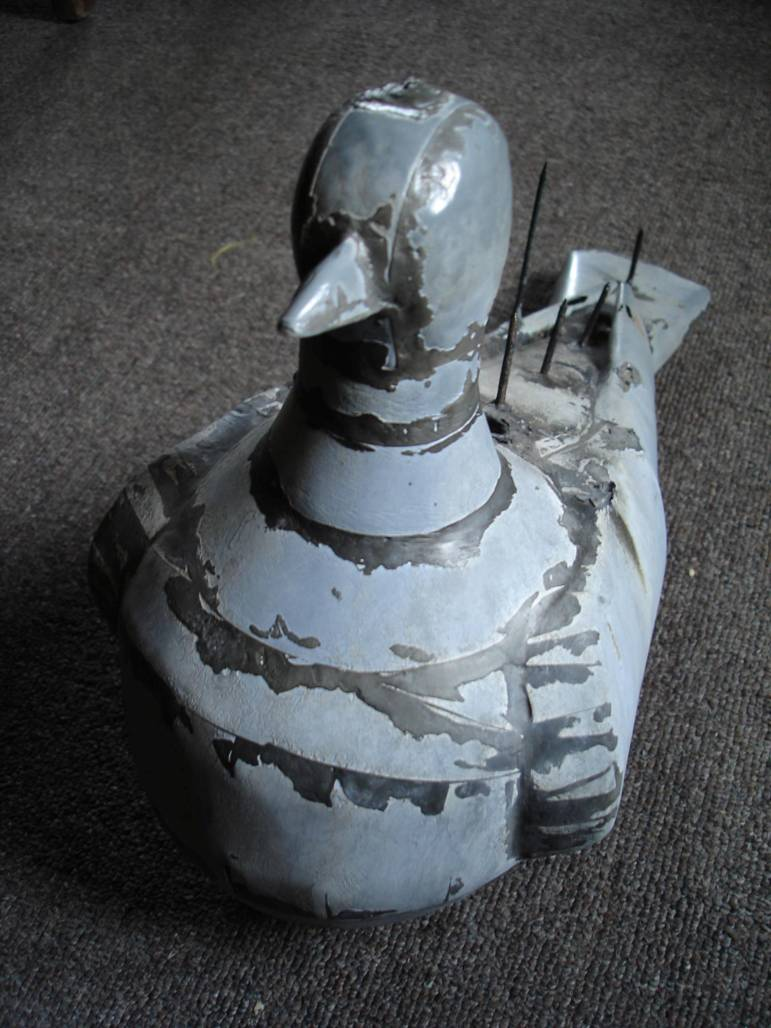
Голубь, венчавший крест в советский период

16 ноября 2004 года в Храме Христа Спасителя он был возвращён Патриарху Московскому и всея Руси Алексию II министром обороны Испании и сейчас размещён внутри Софийского собора. По заказу Новгородской администрации была изготовлена точная копия найденного в Испании креста. Она передана испанской стороне взамен оригинального. Крест же, ныне находящийся на центральном куполе, изготовлен в 2006 году и установлен 24 января 2007 года.

## Граффити Софии Новгородской

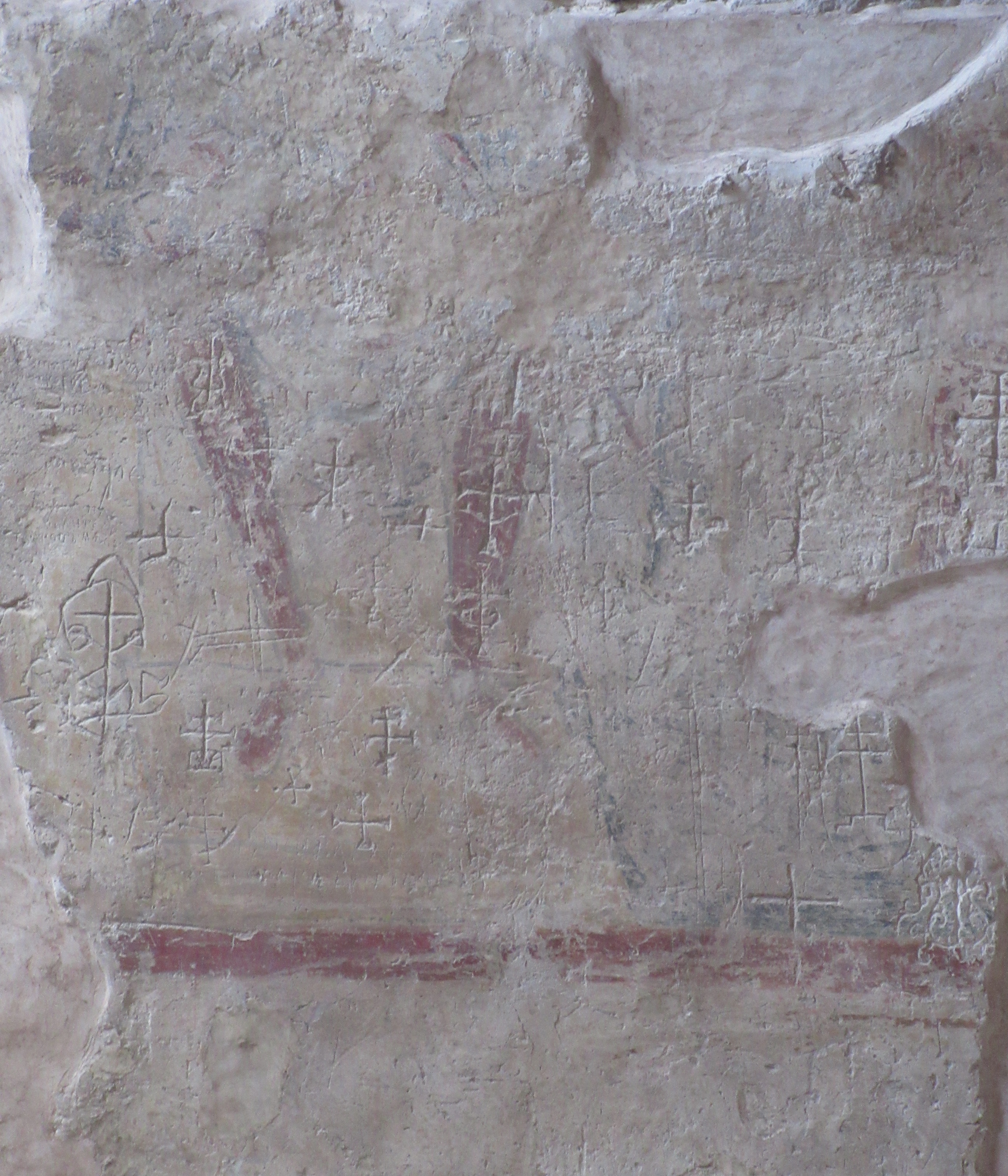
Фрагмент граффити в Софийском соборе

Граффити на стенах Софии Киевской были открыты в конце XIX века. Стратиграфический и палеографический анализ свидетельствуют, что более половины граффити Софии Новгородской датируется второй половиной XI — началом XII века. В 1978 году в книге А. А. Медынцевой была опубликована 251 надпись, из них 10 глаголических, остальные — кириллические. К 2012 году было известно о 22 глаголических надписях. Всего к 2014 году известно около 800 текстов. Верхняя дата рисунков-граффити вероятно совпадает со временем угасания традиции процарапывания на стенах надписей. В Софии Новгородской эта граница приходится, в основном, на XIV век. С. А. Высоцкий считал, что надписи-граффити Софии Новгородской имеют более бытовой характер в сравнении с этим же материалом из Софии Киевской. Обнаруженное в Новгородской Софии прорицание жреца воронов Якова Ноги в отношении Хотена Носа Алексей Гиппиус считает редчайшим осколком устной поэтической традиции, дошедшей до нас в «Слове о полку Игореве», в котором эпический певец Боян назван вещим.

## Другие достопримечательности
- Алексиевский крест, воздвигнутый в Новгороде архиепископом Алексием в 1380-х годах и, возможно, являвшийся одновременно поклонным и памятным крестом в память павших в Куликовской битве. Был похищен во время Великой Отечественной войны, затем возвращён и помещён в Софийский собор[14].
- Царское моленное место, установленное по приказу Ивана Грозного, делалось новгородскими мастерами в течение двух лет.
- Паникадило главного купола, немецкой работы, подарено Борисом Годуновым.

Собор в филателии, бонистике и нумизматике
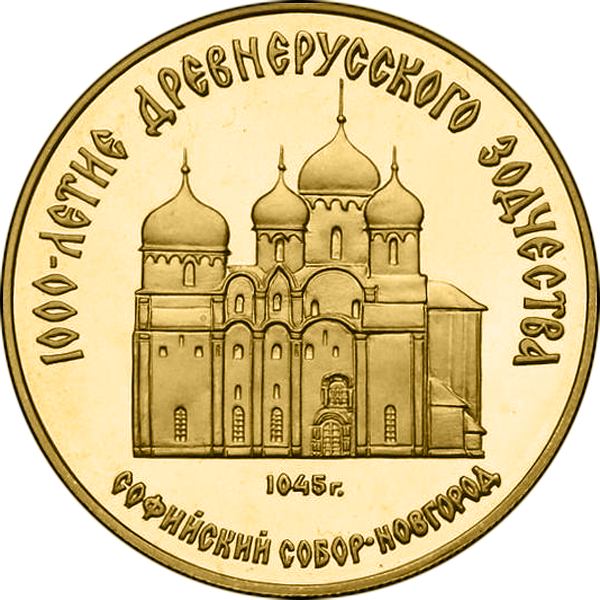
Монета «1000-летие древнерусского зодчества. Софийский собор в Новгороде» (1988)
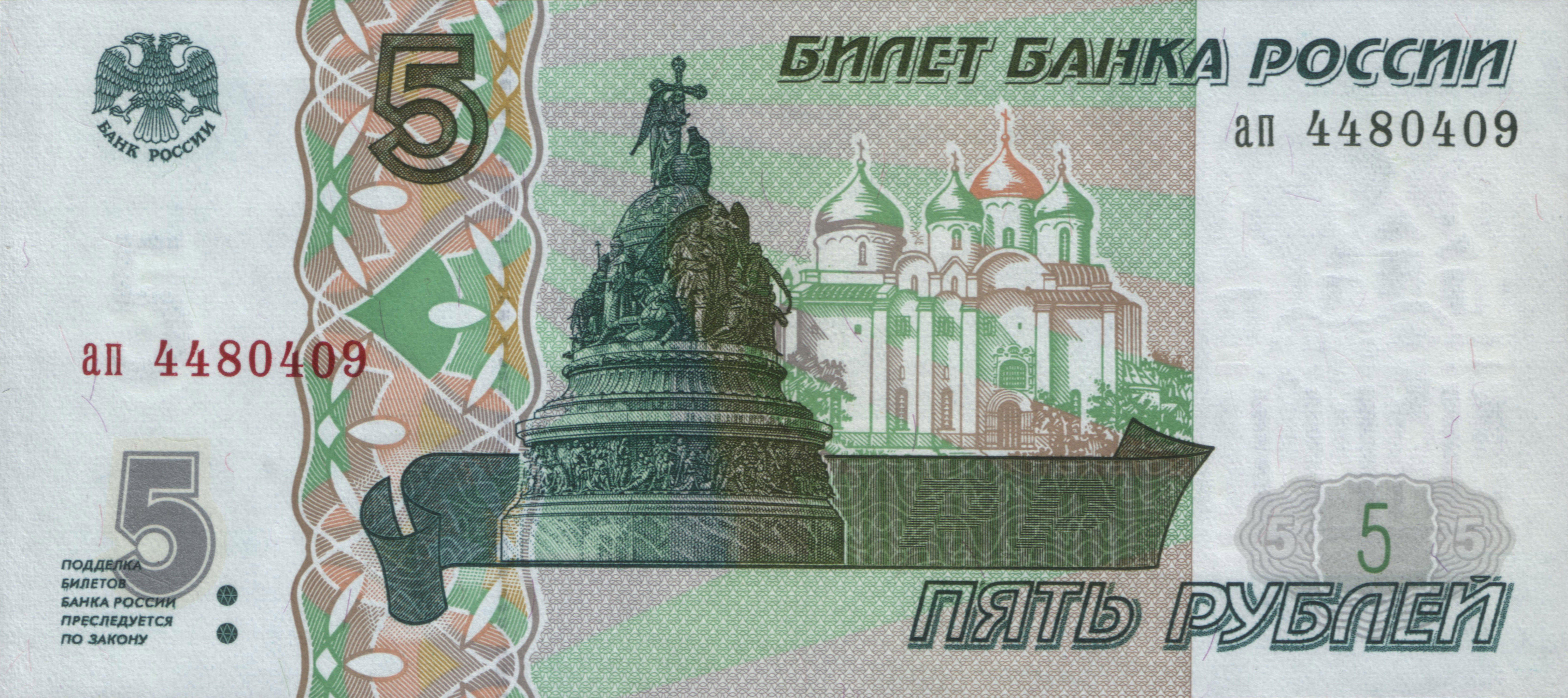
Софийский собор на 5-рублёвой купюре России
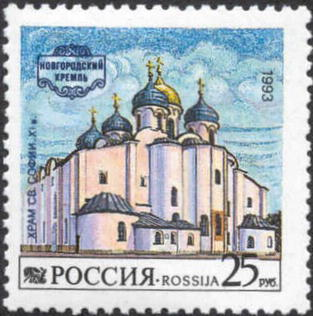
Почтовая марка «Новгородский кремль. Храм Святой Софии»
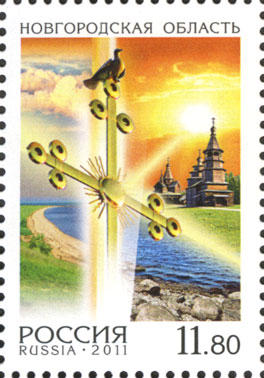
Почтовая марка «Новгородская область». В центре — крест Софийского собора